# Wapen van Wymbritseradeel

Het wapen van Wymbritseradeel tussen 1984 en 2011

Het wapen van Wymbritseradeel werd op 25 maart 1818 voor het eerst aan de gemeente toegekend. Sindsdien is het wapen twee keer gewijzigd, echter het originele wapen bleef altijd deel uitmaken van het nieuwe wapen. Per 2011 is het wapen van Wymritseradeel niet langer in gebruik omdat de gemeente is opgegaan in de gemeente Súdwest-Fryslân

## Geschiedenis
In Friesland is de halve adelaar een veelvoorkomend element voor op de wapens van de grietenij.  Ook de lelies komen veelvuldig in de wapens voor. In 1818 kreeg de gemeente Wymbritseradeel haar eerste wapen toegekend, dit bestond uit uitsluitend lelies. In 1963 vroeg niet de gemeente, maar het Rijksarchief in Friesland een nieuwe wapen bij de Hoge Raad van Adel aan. Dit wapen was het historisch correcte wapen van de gemeente, de Raad adviseerde hierop positief, echter de gemeente vroeg pas in 1975 een wijziging van haar wapen aan.
In 1984 werd er opnieuw een nieuw wapen aangevraagd, ditmaal vanwege de fusie met de gemeenten Doniawerstal en gemeente IJlst.

## Blazoen
Het eerste wapen van Wymbritseradeel had als beschrijving: 
Van lazuur beladen met 7 leliën van goud, paalsgewijze geplaatst 2,3 en 2. Het schild gedekt met een gouden kroon.
Dit houdt in dat het wapen blauw van kleur was met daarop 7 leliën van goud geplaatst 2 boven, 3 in het midden en twee onderaan. Het schild werd gedekt door een gouden kroon. De beschrijving maakt geen melding dat het om een markiezenkroon gaat. 
Op 1 november 1975 kreeg de gemeente een nieuw wapen. Het nieuwe blazoen luidde: 
Gedeeld: I in goud een halve adelaar van sabel, komende uit de delingslijn, II in azuur 7 lelies van goud, geplaatst 1,2,1,2 en 1. Het schild gedekt met een gouden kroon van 3 bladeren en 2x3 parels.
Hieruit blijkt dat het wapen uit twee delen bestaat, het eerste is van goud met daarop een Friese adelaar komende uit de lijn die het schild in tweeën deelt. Deel II is blauw van kleur met daarop 7 gouden lelies geplaatst 1,2,1,2 en 1. Het schild wordt gedekt door een gouden oude Franse markiezenkroon van 3 bladeren en tussen de bladeren 2 groepjes van 3 parels.
Op 16 maart 1984 kreeg de gemeente een nieuw wapen, naar aanleiding van de fusie met Doniawerstal en IJlst. De beschrijving luidt: 
Gedeeld; I in goud een halve adelaar van sabel, komende uit de delingslijn; II in azuur zeven lelies van goud, geplaatst één, twee, één, twee en één; in een hartschild van goud een kogge van sabel. Het schild gedekt met een gouden kroon van drie bladeren en twee maal drie parels.
Het was gelijk aan het oude wapen met als enige verschil dat er nu een gouden hartschild in was geplaatst met daarop een zwart koggeschip. Dit schip is, evenals het wapen van IJlst, afgeleid van het zegel van IJlst dat teruggaat tot 1496.

## Voormalige wapens

Wapen van 1818
Wapen van 1975